# Alexei Poltaranin
Alexei Jurjewitsch Poltaranin (kasachisch Алексей Юрьевич Полтаранин; * 29. April 1987 in Leninogorsk) ist ein kasachischer Skilangläufer. Er wurde während der Nordischen Skiweltmeisterschaften 2019 wegen des Verdachts auf Blutdoping verhaftet.

## Werdegang
Bereits im jungen Alter von 14 Jahren nahm Poltaranin an den Juniorenweltmeisterschaften 2002 in Schonach teil. Der mit Abstand jüngste Starter des Teilnehmerfeldes über 10 Kilometer Freistil überraschte mit dem 15. Platz bei 89 Startern. Im Sprintwettbewerb verfehlte er die Qualifikation für die Finalläufe. Er steigerte seine Leistung ein Jahr später bei den Juniorenweltmeisterschaften 2003 in Sollefteå, wo er über 10 Kilometer klassisch den achten Platz erkämpfte und im Sprint 59. wurde. Mit der kasachischen Staffel verpasste er knapp seine erste internationale Medaille und belegte den vierten Rang. Dieser Platz blieb Poltoranin auch bei den Juniorenweltmeisterschaften 2004 im norwegischen Stryn im Massenstartwettbewerb über 30 Kilometer klassisch. Im Wettbewerb über 10 Kilometer Freistil wurde er erneut Achter, während er im Sprint 50. wurde. Ein Überraschungserfolg gelang jedoch der kasachischen Staffel, die sich knapp gegen Deutschland und Russland durchsetzen konnte. Im Alter von 17 Jahren startete Poltaranin erstmals im Skilanglauf-Weltcup in der Saison 2004/05. Im Staffelwettbewerb in Gällivare belegte er mit der kasachischen Staffel den 16. Platz. Seinen ersten Einzelstart hatte er dann beim Weltcup in Lahti, wo er den 90. und somit letzten Platz über 15 Kilometer Freistil belegte. Bei den Juniorenweltmeisterschaften 2005 in Rovaniemi kam er in den Einzelstarts auf die Plätze 15 und 25 über 10 Kilometer Freistil bzw. im Verfolgungswettbewerb. Ein Jahr später konnte er bei den Juniorenweltmeisterschaften 2006 im slowenischen Kranj seine Leistungen wieder steigern und wurde Sechster über 10 Kilometer Freistil und Elfter im Verfolgungswettbewerb. Aufgrund seiner Erfolge im Juniorenbereich wurde Poltaranin für die Olympischen Winterspiele 2006 in Turin nominiert. Bei seinem einzigen Start über 15 Kilometer klassisch belegte er den 39. Platz von 96 Startern.
Seine ersten Weltcuppunkte gewann Poltaranin bei seinem vierten Start im Weltcup. Im italienischen Cogne belegte er in der Saison 2006/07 den 27. Platz über 15 Kilometer klassisch. Bei der Universiade in Pragelato erkämpfte er den fünften Platz über 10 Kilometer Freistil und wurde Achter im Sprintwettbewerb. Die guten Resultate in der Saison sicherten ihm den Start bei den Nordischen Skiweltmeisterschaften 2007 in Sapporo. Im Sprintwettbewerb erreichte er die Finalläufe und ersprintete den 17. Platz. Im Verfolgungswettbewerb über 30 Kilometer wurde er 32. und mit der Staffel Siebter. Seine erste internationale Einzelmedaille gewann Poltoranin bei den Juniorenweltmeisterschaften 2007 in Tarvis. Über 10 Kilometer Freistil gewann er die Silbermedaille, während er im Verfolgungsrennen über 20 Kilometer 16. und im Sprint 17. wurde. In der Saison 2007/08 nahm er an der Tour de Ski teil. Sein bestes Resultat war dabei der elfte Platz über 15 Kilometer klassisch in Nové Město. In der Gesamtwertung belegte er den 45. Platz. Bei den U23-Weltmeisterschaften 2008 in Mals gewann Poltaranin die Silbermedaille über 15 Kilometer klassisch.
Seine erste Top-Ten-Platzierung gelang im in der Saison 2008/09 beim Weltcup in Davos, wo er den neunten Platz über 15 Kilometer klassisch belegen konnte. Auch bei den U23-Weltmeisterschaften 2009 in Praz de Lys Sommand konnte Poltaranin erneut eine Silbermedaille gewinnen. Über 15 Kilometer Freistil musste er sich nur dem Franzosen Maurice Manificat geschlagen geben. Im Verfolgungswettbewerb belegte er den fünften Platz. Auch bei den Nordischen Skiweltmeisterschaften 2009 in Liberec wusste er im Wettbewerb über 15 Kilometer klassisch zu überzeugen und erkämpfte sich den 16. Platz. Zusammen mit Nikolai Tschebotko belegte er den siebenten Platz im Teamsprint. Im Sprintwettbewerb wurde er 45. und im Verfolgungsrennen über 30 Kilometer 49., während er mit der kasachischen Staffel den zehnten Rang belegte. In der Saison 2009/10 zeigte er eine weitere Leistungssteigerung und konnte sich mehrfach unter den besten 30 Athleten im Weltcup platzieren und zeigte sich vor allem auch in Sprintwettbewerben stark verbessert. Nach zwei Siegen bei den kasachischen Meisterschaften 2010, die Mitte Januar in Ramsau am Dachstein ausgetragen wurden, gelang es ihm auch, bei den Olympischen Winterspielen 2010 in Vancouver das Finale im Sprintwettbewerb zu erreichen, der in der klassischen Technik ausgetragen wurde. Am Ende belegte er den fünften Platz. Diesen Platz belegte er auch zusammen mit Nikolai Tschebotko im Teamsprint. Über 15 Kilometer in der freien Technik wurde er 14., über 30 Kilometer klassisch (Massenstart) 27 und mit der kasachischen Langlaufstaffel Elfter.
Gleich zum Auftakt der Saison 2010/11 in Kuusamo überraschte Poltaranin mit seiner ersten Podiumsplatzierung. Im Sprintwettbewerb belegte er den zweiten Platz hinter John Kristian Dahl. Über seine Paradestrecke, den 15 Kilometern klassisch, gelang ihm dann zwei Wochen später sein erster Weltcupsieg. In Davos siegte er mit einer Sekunde Vorsprung vor dem Russen Alexander Legkow.
Ende Januar und Anfang Februar 2011 trat er bei den Winter-Asienspielen 2011 in Almaty an und feierte insgesamt vier Siege, darunter auch den mit der Mannschaft im Staffelwettbewerb. Bei den kurze Zeit später stattfindenden Nordischen Skiweltmeisterschaften 2011 in Oslo erreichte Poltaranin über 15 km im klassischen Stil den 31. Rang. Im Teamsprint verpasste er als Sechster knapp eine Medaille. Mit der Staffel erreichte er Rang 13. Zum Ende der Saison konnte er beim Sprint-Weltcup in Lahti noch einmal Rang 10 einfahren.

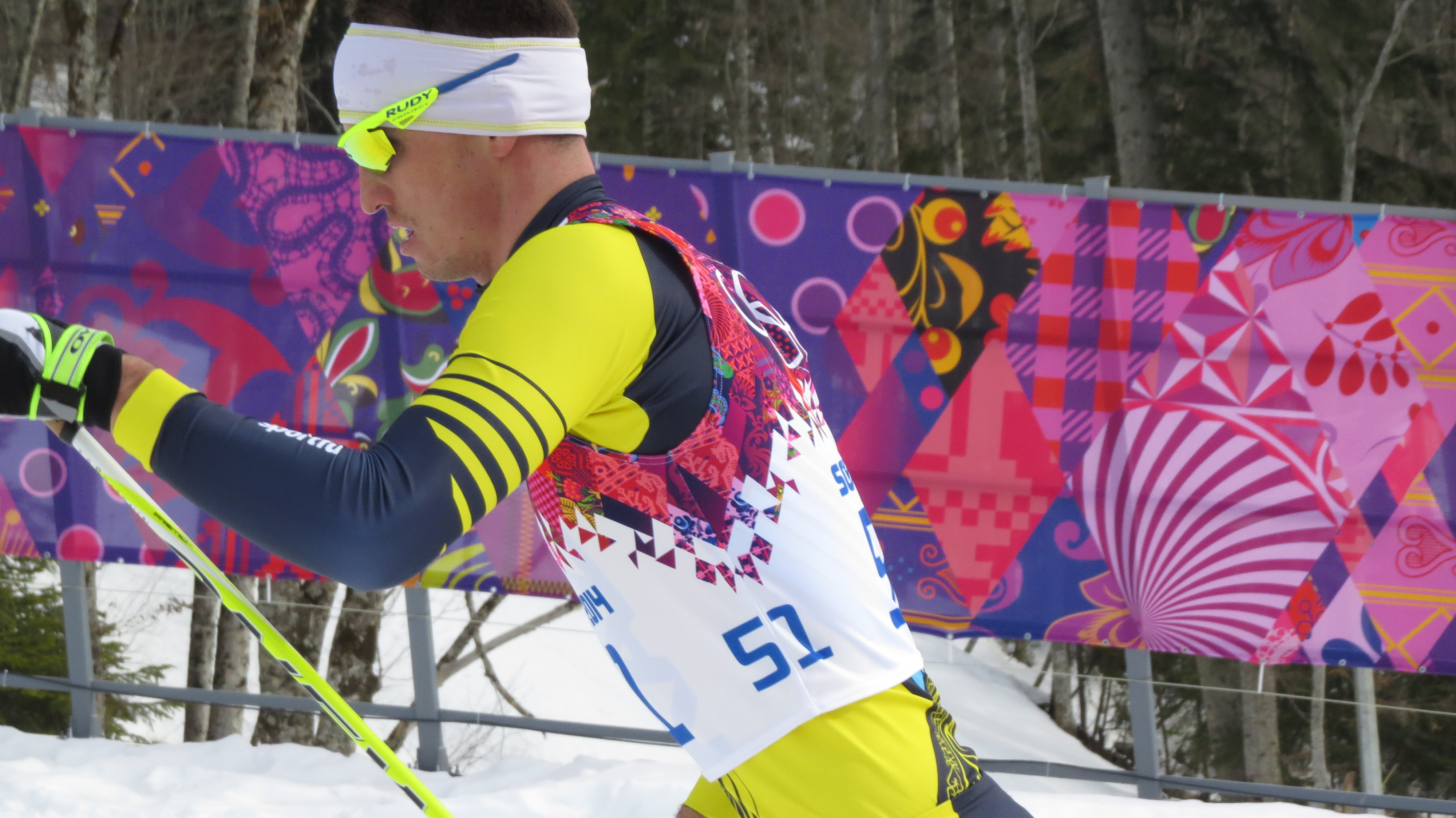
Poltoranin bei den Olympischen Winterspielen 2014

Zu Beginn der Saison 2011/12 gewann er das Etappenrennen über 15 km in Kuusamo. Beim Massenstart in Rogla stand Poltaranin erstmals wieder bei einem Weltcup auf dem Podium und wurde Dritter. Bei den Kasachischen Meisterschaften 2012 in Almaty gewann er den Titel im Sprint, im Skiathlon und zudem Silber über 10 km im Klassischen Stil.
Die Saison 2012/13 begann Poltaranin mit einem zweiten Platz in Gällivare, bevor er den offiziellen Weltcup-Auftakt in Kuusamo als Dritter abschloss. Bei der Tour de Ski 2012/2013 erreichte er nach zwei Einzelsiegen in Toblach und im Val di Fiemme am Ende den 11. Rang und damit sein bis dahin bestes Ergebnis. Am 19. Januar 2013 feierte er über 15 km erneut einen ungefährdeten Sieg in La Clusaz. Auch in Davos war er im Sprint erneut erfolgreich. Bei den Nordischen Skiweltmeisterschaften 2013 im Val di Fiemme erreichte er nach einem 11. Platz im Sprint den Gewinn der Bronzemedaille im Teamsprint sowie im Massenstart über 50 km im klassischen Stil. Mit der kasachischen Staffel belegte er den 13. Platz. Zum Saisonende gelangen Poltaranin in Lahti und Drammen noch einmal zwei zweite Plätze im Weltcup. In der Weltcup-Gesamtwertung 2012/13 belegte er am Ende Rang vier.
Zu Beginn der Saison 2013/14 belegte Poltaranin den 18. Platz bei der Nordic Opening. Es folgten zweite Plätze in Lillehammer über 15 km Freistil und in Asiago im Sprint und im Teamsprint. Bei der Tour de Ski 2013/14, die er nicht beendete, gewann er in Lenzerheide im 15 km klassisch Massenstartrennen. Im Januar 2014 erreichte er den dritten Platz im 15-km-klassisch-Massenstartrennen in Szklarska Poręba. Bei den Olympischen Winterspielen 2014 in Sotschi kam er auf den 15. Platz im Skiathlon, den neunten Rang über 15 km klassisch und den achten Platz im Teamsprint. Die Saison beendete auf den 12. Platz im Gesamtweltcup und den sechsten Rang in der Distanzwertung. Im Dezember 2014 errang er bei der Nordic Opening in Lillehammer den elften Platz. Die Tour de Ski 2015 beendete er auf den siebten Platz. Dabei belegte Poltaranin im Val di Fiemme den zweiten Platz im 15 km klassisch Massenstartrennen und gewann in Toblach über 10 km klassisch. Seine besten Platzierungen bei den Nordischen Skiweltmeisterschaften 2015 in Falun waren der 13. Platz mit der Staffel und der siebte Rang im 50-km-klassisch-Massenstartrennen. Im Skiathlon wurde er 21. und im Sprint erreichte er den 35. Platz. Im März 2015 errang er beim Weltcuprennen in Lahti den zweiten Platz über 15 km klassisch. Im Gesamtweltcup erreichte er den achten Platz und in der Distanzwertung den siebten Rang. Nach Platz 19 bei der Nordic Opening in Ruka zu Beginn der Saison 2015/16, wurde er Fünfter bei der Tour de Ski 2016. Dabei belegte zwei dritte Plätze und siegte in Oberstdorf im 15-km-Massenstartrennen. Zum Saisonende kam er bei der Ski Tour Canada auf den 12. Platz und erreichte den 16. Platz im Distanzweltcup und den 11. Rang im Gesamtweltcup. Sein bestes Einzelergebnis im Weltcup in der Saison 2016/17 war der sechste Platz über 15 km klassisch in Otepää. Bei den Nordischen Skiweltmeisterschaften 2017 in Lahti belegte er den 17. Platz zusammen mit Iwan Ljuft im Teamsprint, den neunten Rang mit der Staffel und den siebten Platz über 15 km klassisch. Nach Platz 11 beim Ruka Triple zu Beginn der Saison 2017/18, kam er in Toblach auf den dritten Platz im Verfolgungsrennen. Bei der Tour de Ski 2017/18 wurde er Vierter. Dabei siegte er im 15-km-Massenstartrennen im Fleimstal und belegte in Lenzerheide den zweiten Rang über 15 km klassisch. Im Januar 2018 triumphierte er in Planica über 15 km klassisch. Beim Saisonhöhepunkt, den Olympischen Winterspielen 2018 in Pyeongchang, lief er auf den 17. Platz im Sprint, jeweils auf den 15. Rang im Teamsprint und 50-km-Massenstartrennen und auf den achten Platz mit der Staffel. Im März 2018 holte er in Lahti über 15 km klassisch seinen 12. Weltcupsieg und erreichte abschließend den siebten Platz im Gesamtweltcup und den sechsten Rang im Distanzweltcup.

## Doping
Nach umfangreichen Razzien des österreichischen Bundeskriminalamts auf Grund von Ermittlungen der Schwerpunktstaatsanwaltschaft München wegen des Verdachts auf Blutdoping, wurden neben anderen Athleten Poltaranin im März während der Nordischen Skiweltmeisterschaften 2019 verhaftet. Daraufhin sperrte der Internationale Skiverband (FIS) ihn vorläufig. Wenige Tage später zog er sein Geständnis zurück und klagte über die Haftbedingungen in Österreich. Im Rahmen der durch die Operation Aderlass ausgelösten Ermittlungen werfen die österreichischen Behörden Poltoranin vor, Repoxygen verwendet zu haben und klassifizierten dies als Gendoping. Im Januar 2020 wurde er von der FIS für vier Jahre gesperrt. Es wurden ihn alle Ergebnisse seit den Olympischen Winterspielen 2018 gestrichen, darunter auch der Weltcupsieg im März 2018 in Lahti.
Poltaranin nahm vor Ablauf seiner Sperre an kleineren Wettbewerben in Russland teil, meldete dies jedoch der WADA nicht. Deshalb wurde seine Sperre bis zum 1. März 2026 verlängert.

## Privates
Poltaranin ist mit der kasachischen Biathletin Olga Poltaranina verheiratet, das Paar hat seit 2009 einen Sohn.

## Erfolge

### Siege bei Weltcuprennen

#### Weltcupsiege im Einzel
| Nr. | Datum             | Ort       | Disziplin                       |
| --- | ----------------- | --------- | ------------------------------- |
| 1.  | 11. Dezember 2010 | Davos     | 15 km klassisch Individualstart |
| 2.  | 19. Januar 2013   | La Clusaz | 15 km klassisch Massenstart     |
| 3.  | 16. Februar 2013  | Davos     | 1,5 km Sprint klassisch         |
| 4.  | 21. Januar 2018   | Planica   | 15 km klassisch Individualstart |

#### Etappensiege bei Weltcuprennen
| Nr. | Datum             | Ort           | Disziplin                       | Rennen              |
| --- | ----------------- | ------------- | ------------------------------- | ------------------- |
| 1.  | 27. November 2011 | Kuusamo       | 15 km Verfolgung klassisch 1    | Nordic Opening 2011 |
| 2.  | 4. Januar 2013    | Toblach       | 5 km klassisch Individualstart  | Tour de Ski 2012/13 |
| 3.  | 5. Januar 2013    | Val di Fiemme | 15 km klassisch Massenstart     | Tour de Ski 2012/13 |
| 4.  | 1. Januar 2014    | Lenzerheide   | 15 km klassisch Massenstart     | Tour de Ski 2013/14 |
| 5.  | 7. Januar 2015    | Toblach       | 10 km klassisch Individualstart | Tour de Ski 2015    |
| 6.  | 6. Januar 2016    | Oberstdorf    | 15 km klassisch Massenstart     | Tour de Ski 2016    |
| 7.  | 6. Januar 2018    | Val di Fiemme | 15 km klassisch Massenstart     | Tour de Ski 2017/18 |

### Siege bei Continental-Cup-Rennen
| Nr. | Datum             | Ort                     | Disziplin                       | Serie    |
| --- | ----------------- | ----------------------- | ------------------------------- | -------- |
| 1.  | 16. Dezember 2012 | St. Ulrich am Pillersee | 15 km klassisch Massenstart     | Alpencup |
| 2.  | 9. Februar 2019   | Planica                 | 15 km klassisch Individualstart | Alpencup |

## Teilnahmen an Weltmeisterschaften und Olympischen Winterspielen

### Olympische Spiele
| Jahr und Ort     | Wettbewerb | Wettbewerb | Wettbewerb | Wettbewerb | Wettbewerb | Wettbewerb |
| Jahr und Ort     | 15 km      | Skiathlon  | 50 km      | Sprint     | Staffel    | Teamsprint |
| ---------------- | ---------- | ---------- | ---------- | ---------- | ---------- | ---------- |
| 2006 Turin       | 39.        | –          | –          | –          | –          | –          |
| 2010 Vancouver   | 14.        | –          | 27.        | 5.         | 11.        | 5.         |
| 2014 Sotschi     | 9.         | –          | 15.        | –          | –          | –          |
| 2018 Pyeongchang | –          | –          | 15.        | 17.        | 8.         | 15.        |

### Nordische Skiweltmeisterschaften
| Jahr und Ort       | Wettbewerb | Wettbewerb | Wettbewerb | Wettbewerb | Wettbewerb | Wettbewerb |
| Jahr und Ort       | 15 km      | Skiathlon  | 50 km      | Sprint     | Staffel    | Teamsprint |
| ------------------ | ---------- | ---------- | ---------- | ---------- | ---------- | ---------- |
| 2007 Sapporo       | –          | 32.        | –          | 17.        | 7.         | –          |
| 2009 Liberec       | 16.        | 49.        | –          | 45.        | 10.        | 7.         |
| 2011 Oslo          | 31.        | –          | –          | –          | 13.        | 6.         |
| 2013 Val di Fiemme | –          | –          | 3.         | 11.        | 13.        | 3.         |
| 2015 Falun         | –          | 21.        | 7.         | 35.        | 13.        | –          |
| 2017 Lahti         | 7.         | –          | –          | –          | 9.         | 17.        |

## Platzierungen im Weltcup

### Weltcup-Statistik
Die Tabelle zeigt die erreichten Platzierungen im Einzelnen.
- 1.–3. Platz: Anzahl der Podiumsplatzierungen
- Top 10: Anzahl der Platzierungen unter den ersten zehn
- Punkteränge: Anzahl der Platzierungen innerhalb der Punkteränge
- Starts: Anzahl gelaufener Rennen in der jeweiligen Disziplin
- Hinweis: Bei den Distanzrennen erfolgt die Einordnung gemäß FIS.

| Platzierung               | Distanzrennen a | Distanzrennen a | Distanzrennen a | Distanzrennen a | Distanzrennen a | Skiathlon Verfolgung | Sprint | Etappen- rennen b | Gesamt | Team   | Team    |
| Platzierung               | ≤ 5 km          | ≤ 10 km         | ≤ 15 km         | ≤ 30 km         | > 30 km         | Skiathlon Verfolgung | Sprint | Etappen- rennen b | Gesamt | Sprint | Staffel |
| ------------------------- | --------------- | --------------- | --------------- | --------------- | --------------- | -------------------- | ------ | ----------------- | ------ | ------ | ------- |
| 1. Platz                  | 1               | 1               | 7               |                 |                 | 1                    | 1      |                   | 11     |        |         |
| 2. Platz                  |                 |                 | 6               |                 |                 | 1                    | 3      |                   | 10     | 1      |         |
| 3. Platz                  |                 |                 | 3               |                 |                 | 1                    | 1      | 1                 | 6      |        |         |
| Top 10                    | 2               | 1               | 23              | 1               |                 | 9                    | 9      | 5                 | 50     | 2      | 7       |
| Punkteränge               | 6               | 8               | 41              | 4               | 1               | 18                   | 26     | 12                | 116    | 5      | 14      |
| Starts                    | 8               | 8               | 65              | 8               | 3               | 31                   | 57     | 14                | 194    | 5      | 14      |
| Stand: Saisonende 2024/25 |                 |                 |                 |                 |                 |                      |        |                   |        |        |         |

### Weltcup-Gesamtplatzierungen
| Saison  | Gesamt | Gesamt | Distanz | Distanz | Sprint | Sprint |
| Saison  | Punkte | Platz  | Punkte  | Platz   | Punkte | Platz  |
| ------- | ------ | ------ | ------- | ------- | ------ | ------ |
| 2006/07 | 5      | 150.   | 5       | 99.     | –      | –      |
| 2007/08 | 21     | 107.   | 21      | 63.     | –      | –      |
| 2008/09 | 57     | 82.    | 55      | 52.     | 2      | 109.   |
| 2009/10 | 90     | 69.    | 53      | 54.     | 37     | 57.    |
| 2010/11 | 226    | 34.    | 122     | 31.     | 72     | 34.    |
| 2011/12 | 368    | 26.    | 219     | 22.     | 49     | 42.    |
| 2012/13 | 995    | 4.     | 521     | 4.      | 258    | 6.     |
| 2013/14 | 439    | 12.    | 267     | 6.      | 146    | 18.    |
| 2014/15 | 557    | 8.     | 351     | 7.      | 14     | 70.    |
| 2015/16 | 735    | 11.    | 375     | 16.     | 68     | 33.    |
| 2016/17 | 74     | 72.    | 66      | 49.     | 8      | 74.    |
| 2017/18 | 797    | 7.     | 533     | 6.      | 15     | 63.    |
| 2018/19 | 109    | 53.    | 109     | 31.     | -      | -      |